# Hydriomena viridescens
Hydriomena viridescens är en fjärilsart som beskrevs av Mcdunnough 1954. Hydriomena viridescens ingår i släktet Hydriomena och familjen mätare. Inga underarter finns listade i Catalogue of Life.